# Christophe Pierre

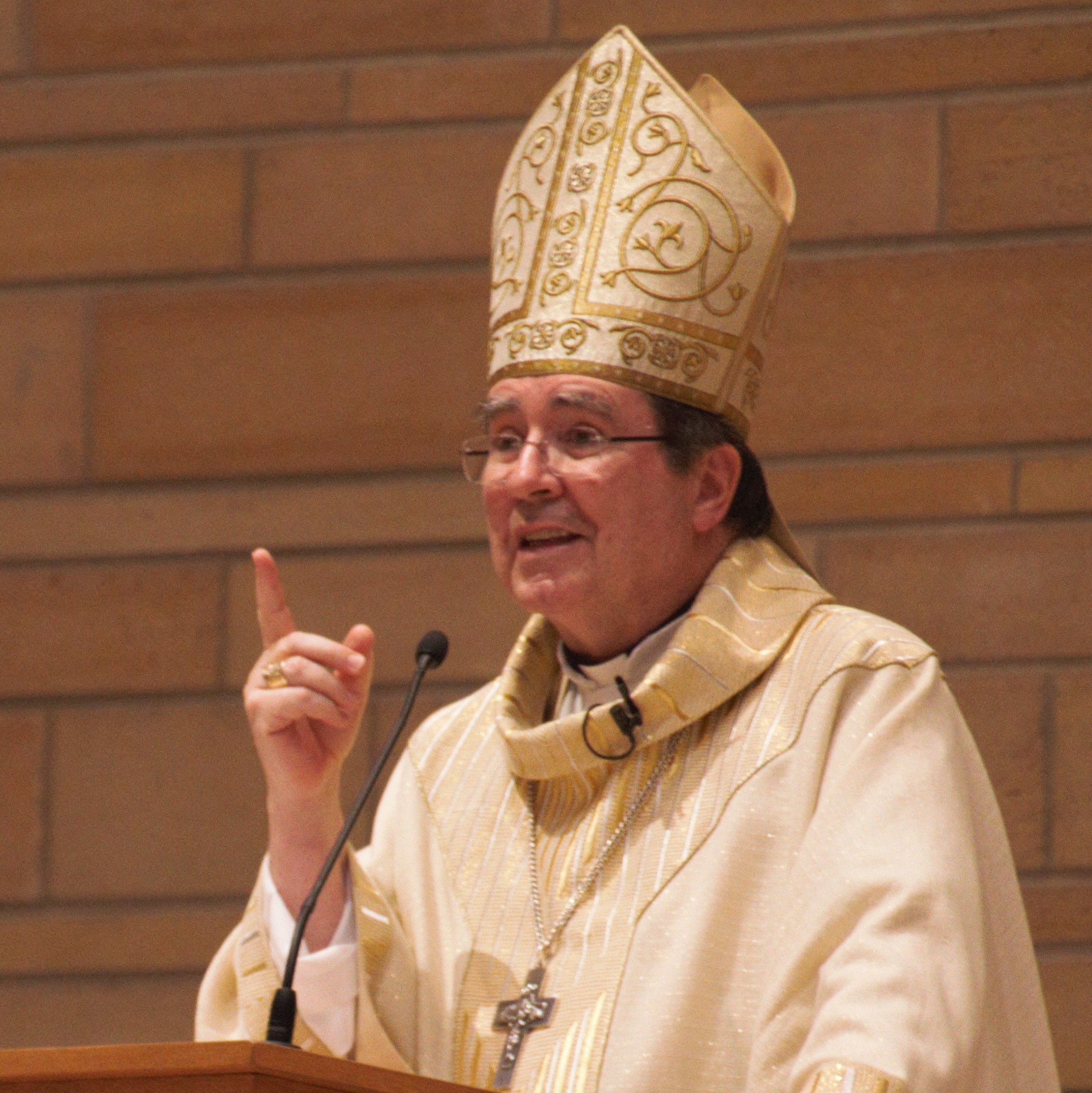
Christophe Pierre (2018)

Kardinalswappen von Christophe Pierre

Erzbischofswappen von Christophe Pierre

Christophe Louis Yves Georges Kardinal Pierre (* 30. Januar 1946 in Rennes) ist ein französischer römisch-katholischer Geistlicher, Erzbischof und Diplomat des Heiligen Stuhls.

## Leben
Christophe Pierre verbrachte einen Großteil seiner Kindheit und Jugend in Afrika, unter anderem in Madagaskar und Malawi. Er besuchte die Schule in Antsirabe, das Collège in Saint-Malo und das Lycée Victor-Hugo in Marrakesch. Ab 1963 studierte er Philosophie und Katholische Theologie am Priesterseminar Saint-Yves in Rennes. Von 1965 bis 1966 unterbrach er das Studium, um seinen Militärdienst abzuleisten. Pierre empfing am 5. April 1970 in der Kathedrale St. Vincent in Saint-Malo durch den Erzbischof von Rennes, Paul Kardinal Gouyon, das Sakrament der Priesterweihe für das Erzbistum Rennes. Von 1970 bis 1973 war er als Pfarrvikar der Pfarrei Saint-Pierre et Saint-Paul in Colombes im Bistum Nanterre tätig. Daneben erwarb er 1971 am Institut Catholique de Paris eine Maîtrise im Fach Katholische Theologie. 1973 setzte Pierre seine Studien in Rom fort, wo er 1977 an der Päpstlichen Lateranuniversität im Fach Kanonisches Recht promoviert wurde. Zudem absolvierte er von 1973 bis 1977 eine Ausbildung an der Päpstlichen Diplomatenakademie.
Pierre trat am 5. März 1977 in den diplomatischen Dienst des Heiligen Stuhls ein. Er war an den Nuntiaturen in Neuseeland (1977–1981), in Mosambik (1981), in Simbabwe (1982–1986), in Kuba (1986–1989) und in Brasilien (1989–1991) tätig. Ab 1991 wirkte er als Nuntiaturrat in der Mission des Heiligen Stuhls beim Büro der Vereinten Nationen in Genf. Papst Johannes Paul II. verlieh ihm am 5. Februar 1979 den Ehrentitel Päpstlicher Ehrenkaplan und am 26. November 1992 den Ehrentitel Päpstlicher Ehrenprälat.
Am 12. Juli 1995 ernannte ihn Papst Johannes Paul II. zum Titularerzbischof pro hac vice von Gunela und zum Apostolischen Nuntius in Haiti. Die Bischofsweihe spendete ihm Kardinalstaatssekretär Angelo Sodano am 24. September desselben Jahres in der Kathedrale St. Vincent in Saint-Malo; Mitkonsekratoren waren Paul Kardinal Gouyon, emeritierter Erzbischof von Rennes, und Jacques Jullien, Erzbischof von Rennes. Sein Wahlspruch “Si scires donum Dei” (deutsch: „Wenn du die Gabe Gottes kennst“) stammt aus Joh 4,10 .
Papst Johannes Paul II. bestellte ihn am 10. Mai 1999 zum Apostolischen Nuntius in Uganda. In seine Zeit als Nuntius in Uganda fiel auch die Ermordung des Nuntius Michael Courtney in Burundi am 29. Dezember 2003. Pierre hielt sich anschließend zu diplomatischen Zwecken dort auf und zelebrierte die Totenmesse. Am 22. März 2007 berief ihn Papst Benedikt XVI. zum Apostolischen Nuntius in Mexiko. In Mexiko prägte der Konflikt mittelamerikanischer Immigranten mit den Vereinigten Staaten seine Amtszeit. Papst Franziskus ernannte ihn am 12. April 2016 zum Apostolischen Nuntius in den Vereinigten Staaten.
Im Konsistorium vom 30. September 2023 nahm ihn Papst Franziskus als Kardinaldiakon mit der Titeldiakonie San Benedetto fuori Porta San Paolo in das Kardinalskollegium auf. Am 4. Oktober 2023 berief ihn Papst Franziskus zudem zum Mitglied der Güterverwaltung des Apostolischen Stuhls. Kardinal Pierre war Teilnehmer am Konklave 2025, das Leo XIV. wählte.
Christophe Pierre spricht neben seiner Muttersprache Französisch fließend Englisch, Italienisch, Portugiesisch und Spanisch. Er nahm mehrfach am Rimini Meeting for Friendship Amongst Peoples teil und wirkte 2021 im Dokumentarfilm The Five Priests mit.

## Ehrungen und Auszeichnungen
- 30. Mai 2016: Kommandeur des Ordens vom Aztekischen Adler[1]
- Ritter des Ordre national du Mérite
- Großkreuz-Konventualkaplan des Malteserordens